# 菅田雅香
菅田 雅香（すがた みやか、2001年3月9日 - ）は、日本の陸上競技選手、中距離走、長距離走。

## 経歴
福岡県北九州市立浅川中学校、私立東海大学付属福岡高等学校卒業。日本郵便入社、日本郵政グループ女子陸上部所属。
駅伝の強豪である浅川中では3年次に全日本中学陸上、ジュニアオリンピックに出場し、いずれも決勝に進出した。また、全国中学駅伝では1区を走りチームの6位入賞に貢献し、全国女子駅伝でも3区を走り福岡県チームの7位入賞に貢献した。
東海大学付属福岡高等学校では、3年次に全国高校陸上の3000mで決勝に進出し、全国高校駅伝の福岡県予選1区と全九州高校駅伝1区でともに区間賞を獲得した。なお、1年次、2年次の全九州高校駅伝の1区区間賞は現在の同僚・廣中璃梨佳（長崎商業高）である。
日本郵政グループ陸上部では、鈴木亜由子（名古屋大出身）、関根花観（豊川高出身）、鍋島莉奈（鹿屋体育大出身）というオリンピックや世界選手権代表、高卒同期の廣中、大西ひかり（須磨学園高出身）高橋明日香 (茨城キリスト教高出身)らとチームメートとして練習しタイムを縮めていった。
実業団女子駅伝では1区廣中から襷を受け継ぎ2区を区間2位で走り後続との差をさらに広げ優勝へ貢献し、全国女子駅伝でも2区で区間3位ながら15人抜きの快走を見せ東京都チーム初の3位に貢献した。

## 主な記録
| 年     | 大会                       | 種目          | 順位              | 備考                 |
| ------ | -------------------------- | ------------- | ----------------- | -------------------- |
| 2015年 | 全日本中学陸上             | 1500m         | 15位              |                      |
|        | ジュニアオリンピック       | A3000m        | 13位              |                      |
|        | 全日本中学駅伝女子         | 1区           | 区間14位          | 浅川中学6位          |
| 2016年 | 全国女子駅伝               | 3区           | 区間13位          | 福岡県7位            |
| 2018年 | クロスカントリー日本選手権 | U20 6km       | 24位              |                      |
|        | 全国高校陸上               | 3000m         | 18位              |                      |
| 2019年 | 全国女子駅伝               | 6区           | 区間7位           | 福岡県12位           |
|        | クロスカントリー日本選手権 | U20 6km       | 38位              |                      |
|        | 全日本実業団陸上           | ジュニア3000m | 5位               |                      |
|        | 実業団女子駅伝             | 2区           | 区間2位           | 日本郵政グループ優勝 |
| 2020年 | 全国女子駅伝               | 2区           | 区間3位、15人抜き | 東京都3位            |
|        | 実業団女子駅伝             | 2区           | 区間11位          | 日本郵政グループ優勝 |
| 2021年 | 第105回日本選手権(長居)    | 5000m         | 15位              |                      |
| 2023年 | 全国女子駅伝               | 2区           | 区間12位          | 福岡県3位            |
| 2024年 | 全国女子駅伝               | 9区           | 区間4位           | 福岡県8位            |
| 2025年 | 全国女子駅伝               | 9区           | 区間3位           | 福岡県3位            |